# Roger Hassenforder
Roger Hassenforder (Sausheim, 23 juli 1930 – Colmar, 3 januari 2021) was een Franse profwielrenner uit de Elzas.

## Biografie
Hassenforder was profwielrenner van 1952 tot 1965. Hij was bekend als de grapjas van het peloton en had om die reden enkele bijnamen zoals in het Frans "boute-en-train", "Dolle Hassen" en "Clown van de Elzas". Hij werd internationaal bekend om zijn spectaculaire grappen en grollen, zoals zijn interviews die hij gaf tijdens de koers. Zijn hoogtepunten als renner beleefde hij in de Ronde van Frankrijk, daarbuiten heeft hij maar weinig overwinningen behaald. Zijn topjaren waren van 1955 tot 1959, waarin hij in totaal acht ritoverwinningen behaalde in de Tour en viermaal drager van de gele trui was.
Na zijn wielercarrière opende hij in Kaysersberg (departement Haut Rhin, gelegen in de Elzas) een gerenommeerd restaurant dat zich in de jaren 1960 tot een geliefd trefcentrum voor wielerliefhebbers ontwikkelde en dat ook tegenwoordig nog door de familie Hassenforder wordt gerund.
Hij overleed begin 2021 en werd 90 jaar oud.

## Belangrijkste overwinningen
1954
Internationaal Wegcriterium
1955
Ronde van Picardië
5e etappe Ronde van Frankrijk
1956
Internationaal Wegcriterium
4e etappe B Ronde van Frankrijk
9e etappe Ronde van Frankrijk
14e etappe Ronde van Frankrijk
21e etappe Ronde van Frankrijk
1957
7e etappe Ronde van Frankrijk
14e etappe Ronde van Frankrijk
1958
Internationaal Wegcriterium
1959
Boucles de la Seine
7e etappe Ronde van Frankrijk

## Resultaten in voornaamste wedstrijden
| Jaar | Ronde van Italië | Ronde van Frankrijk | Ronde van Spanje |
| ---- | ---------------- | ------------------- | ---------------- |
| 1953 |                  | opgave              |                  |
| 1954 |                  | opgave              |                  |
| 1955 |                  | opgave (1)          |                  |
| 1956 |                  | 50e (4)             |                  |
| 1957 |                  | opgave (2)          | opgave (1)       |
| 1958 |                  |                     |                  |
| 1959 |                  | buiten tijd (1)     |                  |
| 1961 |                  |                     |                  |

| Jaar | Milaan-San Remo | Parijs-Roubaix | Parijs-Tours |
| ---- | --------------- | -------------- | ------------ |
| 1953 |                 |                | 63e          |
| 1954 |                 | 20e            | 56e          |
| 1955 |                 |                |              |
| 1956 |                 | 12e            | 61e          |
| 1957 |                 | 18e            |              |
| 1958 |                 | 8e             | 44e          |
| 1959 | 35e             |                |              |
| 1961 | 26e             |                |              |

- Bibliothèque nationale de France: cb12255988r (data)
- International Standard Name Identifier: 0000 0004 5093 0169
- Système universitaire de documentation: 08055962X
- Virtual International Authority File: 316736545

R. Altig · 
W. Altig ·
Annaert · 
Anquetil ·
Beaumont · 
Belena ·
Bergaud ·
Camillo ·
Cauvet ·
Claud ·
Cousseau ·
Delattre · 
A. Delort ·
F. Delort ·
Dufraisse ·
Elliott ·
Everaert ·
Gandolfo ·
Geldermans ·
Grain ·
Hassenforder ·
Hugens ·
Ignolin ·
Le Dudal · 
Le Hec ·
Lebaube ·
Maliepaard ·
Novak ·
Queheille ·
Raynal ·
de Roo ·
Rostollan ·
Simon ·
Stablinski  ·
Stolker ·
Thiélin ·
Varnajo ·
Zimmermann